# Aaages prior
Aaages prior is een keversoort uit de familie lieveheersbeestjes (Coccinellidae). De wetenschappelijke naam van de soort is voor het eerst geldig gepubliceerd in 1926 door Barovskij. De naam wordt vaak verkeerd gespeld in de literatuur (met twee aa's).